# Steinmar
Steinmar war ein Minnesänger des südwest-oberdeutschen Sprachraums in der zweiten Hälfte des 13. Jahrhunderts. 

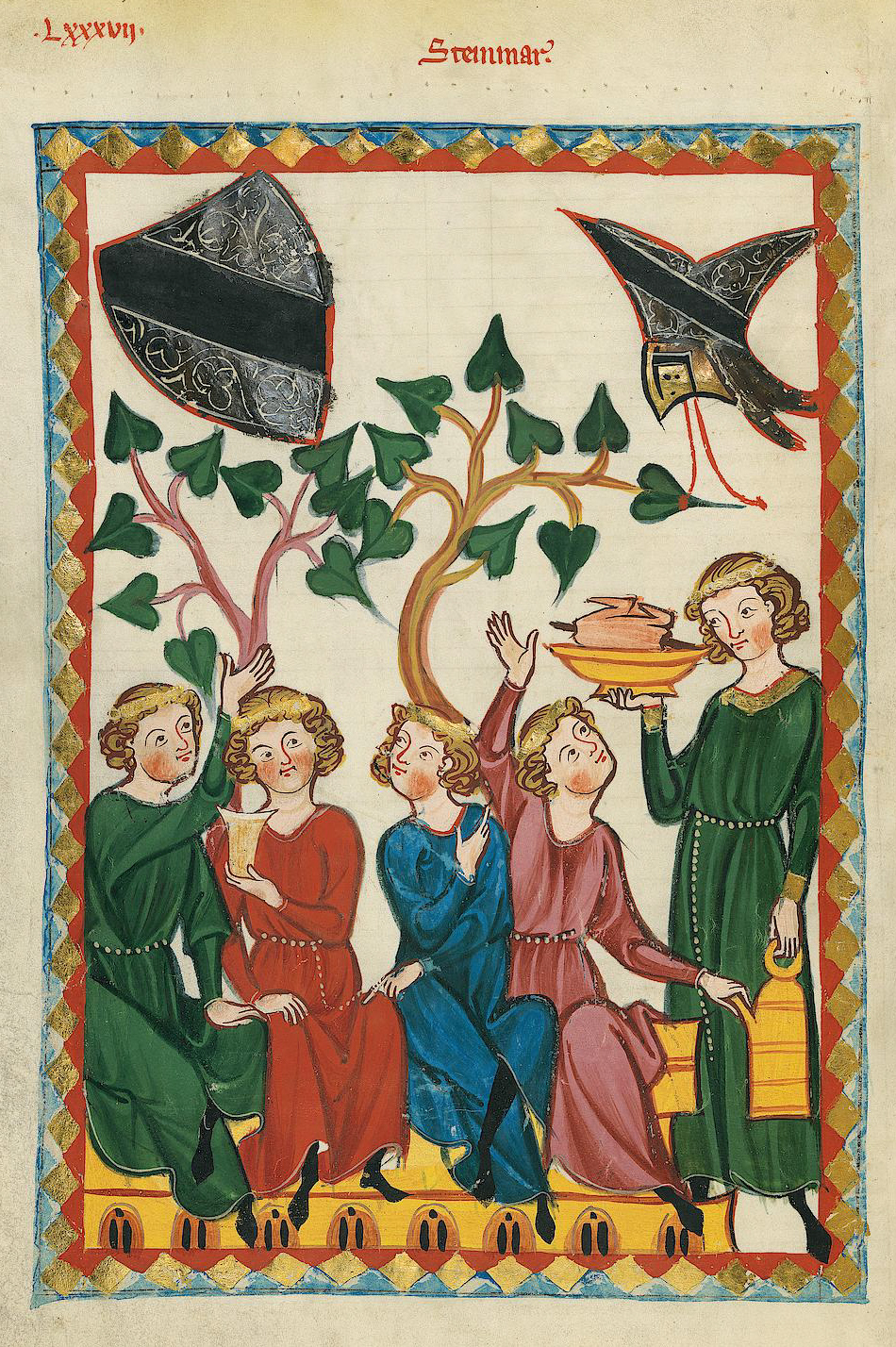
Die Steinmar-Miniatur des Codex Manesse, fol. 308v, um 1305–1340.

## Identität
Der nur unter dem Namen [Herr] Steinmar, d. h. ohne Vor- oder Beiname überlieferte Minnesänger aus der 2. Hälfte des 13. Jahrhunderts gilt als Autor von 14 Liedern, die in die Große Heidelberger Liederhandschrift (Codex Manesse, 308v-310v) Eingang fanden.
Seine biographische Identität ließ sich bis heute nicht zweifelsfrei klären, doch wird in jüngerer Zeit wieder der urkundlich zwischen 1253 und 1293 belegte Aargauer Ritter Berthold Steinmar von Klingnau favorisiert.
Zwar wurden schon früh Versuche unternommen, den Steinmar des Codex Manesse mit einem schwäbischen Ritter Steinmar von Sießen-Stralegg (urk. 1251–1294) gleichzusetzen (zuletzt: Krywalski 1966), doch erweist sich dies bei näherem Besehen als fragwürdig: Der Sießen-Stralegger Steinmar kann wohl allein schon deshalb nicht der Minnesänger sein, weil Steinmar in den überlieferten schwäbischen Urkunden nachweislich der Vorname und nicht, wie im Codex Manesse und in den Klingnauer Urkunden, der Geschlechtername ist (vgl. u. a.: Württembergisches Urkundenbuch, WUB, Urkunde von 1251).
Für eine begründete Favorisierung des Aargauer Ritters sind hingegen die für Berthold Steinmar von Klingnau belegbaren biographischen Bezüge zu Straßburg und das literarisch-personale Umfeld um Walther von Klingen (s. u.) signifikant:
Im Straßburger Münster findet sich in der Wandarkatur des nördlichen Seitenschiffes des bereits um 1275 entstandenen Langhauses eine mit Stei[n]mar signierte, 17 cm hohe Relieffigur, die ganz offensichtlich auf Steinmar als den Autor des sogenannten Herbstliedes anspielt, diesen womöglich sogar porträtieren möchte: ein sich dem Trinkgenuss hingebender Mann in kurzem Rock und mit Gürteltasche hält in der Linken eine Kanne und führt mit seiner Rechten einen riesigen, hölzernen Weinbecher zum Mund (vgl. Schultz 1922). Dem ausführenden Steinmetz muss dieses Herbstlied bereits bekannt gewesen sein. Sein Steinmar-Relief im Straßburger Münster ist kenntnisreiche Anspielung und Beleg dafür, dass der Minnedichter Steinmar rezeptionsgeschichtlich vor allem mit diesem „Schlemm- und Trinklied“ in Verbindung gebracht und tradiert wurde.
Nun sind aber nur für den Aargauer Ritter Berthold Steinmar von Klingnau biographische Bezüge nachzuweisen, die einen oder mehrere Aufenthalte in Straßburg zwischen 1275 und 1278 wahrscheinlich machen, was die Schaffung der dortigen Reliefskulptur erklären könnte. Zusammen mit seinem Bruder Conrad findet sich Berthold Steinmar in zahlreichen Urkunden der Zeit aus Klingnau, Sankt Blasien, Rheinfelden, Basel, Beuggen, Säckingen und in Waldshut bezeugt, wobei er als Ministeriale des Minnedichters und Edlen Walther von Klingen (urk. 1240–1284; † 1286) in Erscheinung trat. Wie dieser, der in Straßburg begütert war und ein Haus am Münsterplatz besaß, stand Berthold Steinmar in enger Verbindung zu König Rudolf I. von Habsburg (1273–1291), mit dem zusammen er als urkundlicher Zeuge auftrat und in dessen Gefolgschaft er 1278 an der Schlacht auf dem Marchfeld bei Wien gegen Ottokar von Böhmen teilnahm. Dabei führte Steinmars mutmaßlicher Weg von seinem Wohnsitz Klingnau zunächst rheinabwärts über Straßburg nach Mainz, wo sich Rudolfs Truppen 1276 sammelten. Historische Anspielungen in Steinmars Liedern beziehen sich unter anderem auch auf diesen Feldzug. Wie aus einer in Sankt Blasien 1290 von Berthold Steinmar selbst ausgestellten Urkunde hervorgeht, war er nach Walther von Klingens Tod in den letzten Jahren seines Lebens Ministeriale des Edlen Herren Heinrich II. von Krenkingen (vgl. Urkundenbuch des Klosters Sankt Blasien: vir H[einricus] dominus meus nobilis de Krenchingen).

## Werk
Die Literaturgeschichte sieht, pars pro toto, in Steinmars Herbstlied geradezu die Erfindung einer „neuen Sinnlichkeit“ der „niederen“ Minnedichtung des 13. Jahrhunderts und diese als Gegenentwurf zur höfischen Liedkunst des Hochmittelalters: In der Abkehr vom Ideal der höfischen Minne-Konzeption, des Maßes und der ritterlichen Zucht in der notwendig unerfüllt bleibenden „hohen Liebe“ zu einer standesgemäß verheirateten edlen frowe, findet das lyrische Ich Steinmars dabei leidlich und weinselig Trost in den sinnlichen wie irdischen Genüssen, herbstlichen Tafelfreuden und maßloser Völlerei.
Als erstes Lied eröffnet es das Steinmarsche Corpus im Codex Manesse, dessen Niederschrift auf die Jahre um 1300 fällt; der Miniaturenmaler des Grundstocks greift, wie Jahrzehnte davor bereits der unbekannte Steinmetz zu Straßburg, in seinem Steinmar-„Porträt“ auf das Motiv des Herbstliedes zurück (siehe Abbildung) und inszeniert den Dichter in charakteristischer Pose sowohl des sinnenfrohen Zechens als auch, in Personalunion, als Wirt in grün gegürtetem Gewand mit Goldbesatz an Ärmeln und am Hals.

## Textausgabe
- Friedrich Pfaff (Hrsg.): Die große Heidelberger Liederhandschrift (Codex Manesse). In: getreuem Textabdruck hrsg. v. F. Pfaff. Titelausgabe der zweiten, verbesserten und ergänzten Auflage bearbeitet v. Hellmut Salowsky mit einem Verzeichnis der Strophenanfänge und 7 Schrifttafeln. Heidelberg 1995, Sp. 994–1005.